# Hohlaubgletscher
Der Hohlaubgletscher ist ein Gletscher in den Walliser Alpen und beginnt nordöstlich unterhalb des Allalinhorns. Im Jahr 1973 erstreckte er sich über einen Höhenbereich von 2680 m ü. M. bis 3860 m ü. M. und war 3,75 Kilometer lang. Die Fläche betrug 2004 2,256 km². Das Wasser des Hohlaubgletschers fließt über den Hohlaubbach zur Saaser Vispa.
Der Hohlaubgletscher ist durch den Hohlaubgrat vom südöstlich gelegenen Allalingletscher getrennt. Der Nordostgrat des Allalinhorns, auf dem die Bergstation Mittelallalin der Metro Alpin steht, trennt den Hohlaubgletscher vom nordwestlich gelegenen Feegletscher. Beide benachbarten Gletscher sind deutlich größer. Der Grat des Hinterallalins begrenzt den Hohlaubgletscher in seinem unteren Teil im Norden. In einem Sattel des Grates steht nördlich oberhalb der Zunge des Hohlaubgletschers die Britanniahütte auf 3030 m ü. M.
Während der kleinen Eiszeit mündete der Hohlaubgletscher in den Allalingletscher. Heute reicht der Hohlaubgletscher nicht mehr so weit hinunter. Wie auch beim Allalingletscher befindet sich das Gletscherende derzeit in steilem Gelände, was die Gefahr sogenannter Zungenrutschungen in sich birgt. Im Sommer 2003 wurde eine solche Zungenrutschung beim Hohlaubgletscher festgestellt, die aber nicht zu einem größeren Eisabbruch führte, wie das beim Allalingletscher 1965 der Fall war und 88 Menschen das Leben kostete.